# Фотография еды

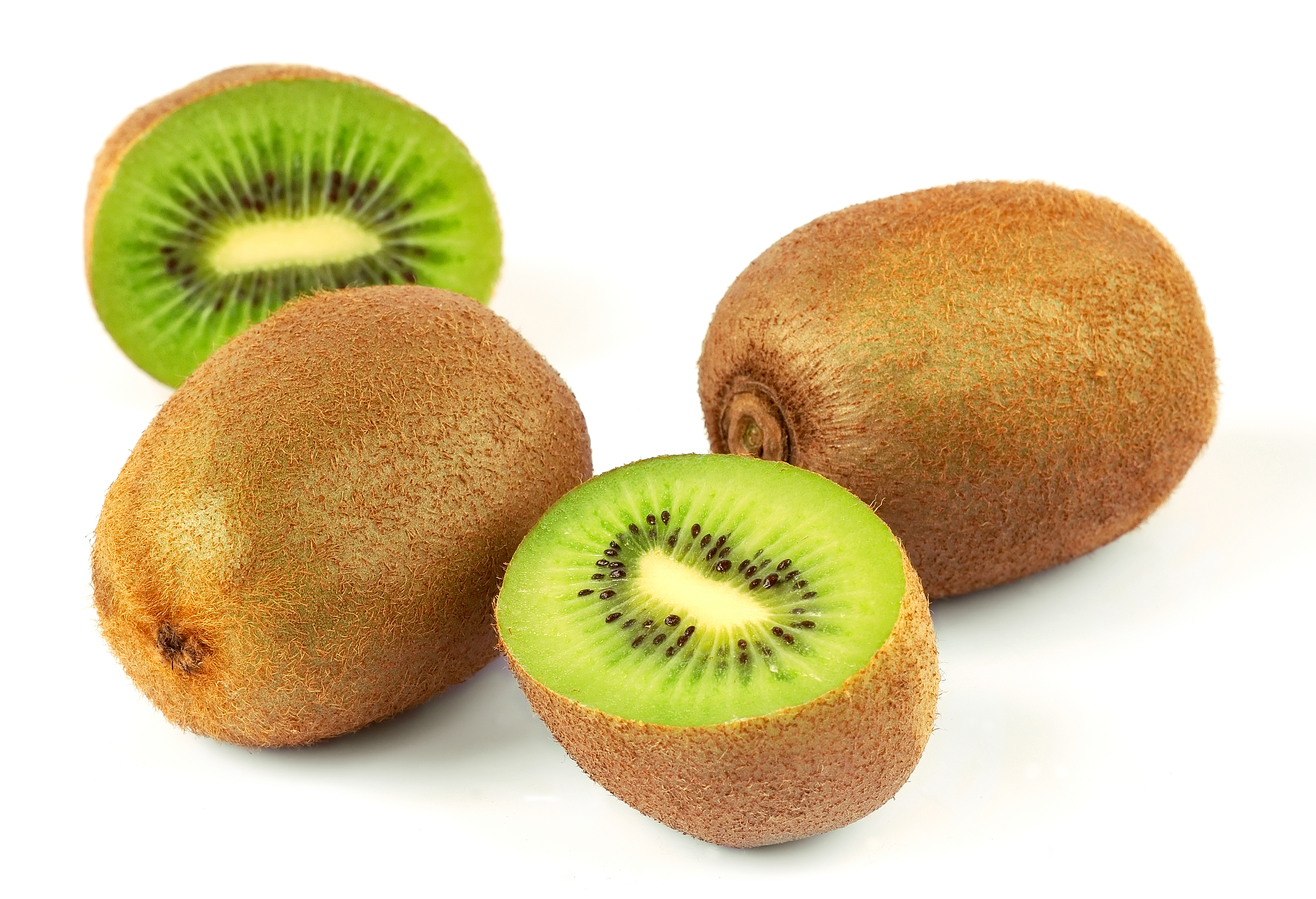
Коммерческая фотография киви на белом фоне

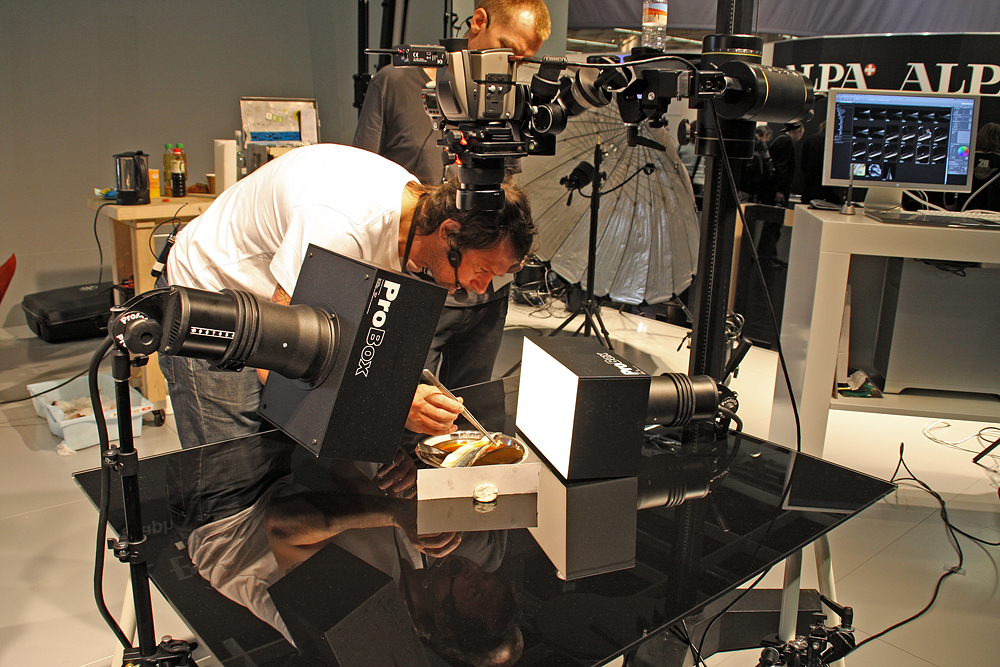
Стилист по еде за работой

Фотография еды — разновидность натюрмортной коммерческой фотографии, направленная на создание привлекательного образа тех или иных видов еды для использования в рекламе, меню, поваренных книгах или на упаковках. 
Профессиональная фотография еды является результатом совместных усилий целого ряда людей, включая арт-директора, фотографа, стилиста по еде, стилиста по реквизиту и их ассистентов. Однако не всегда к работе привлекаются все перечисленные специалисты. Фотографию еды можно сделать самостоятельно, не прибегая к помощи других людей и не используя специальное оборудование – достаточно просто иметь под рукой смартфон или фотокамеру. 
Специалисты по оформлению продуктов для фотографирования называют фуд-стилистами или стилистами по еде. Их цель — сделать продукты питания и напитки как можно более привлекательными на фотографии.

## Изменение тенденций в фотографировании еды
В течение долгого времени специалисты подходили к делу подготовки и фотографирования еды с точки зрения людей, смотрящих на пищу на столе: сервировку стола и сам снимок еды делали с «воздушной» перспективы, то есть с точки зрения потребителя. Стилисты, соответственно, располагали наиболее привлекательную пищу сверху, при этом различные детали должны быть зафиксированными на столешнице и чётко отделёнными друг от друга.
Позже в моду фотографии еды вошли «романтическое» освещение, пологие углы и большое количество реквизита, что иногда принимало слишком изощрённые формы и привело к появлению термина «пищевое порно».

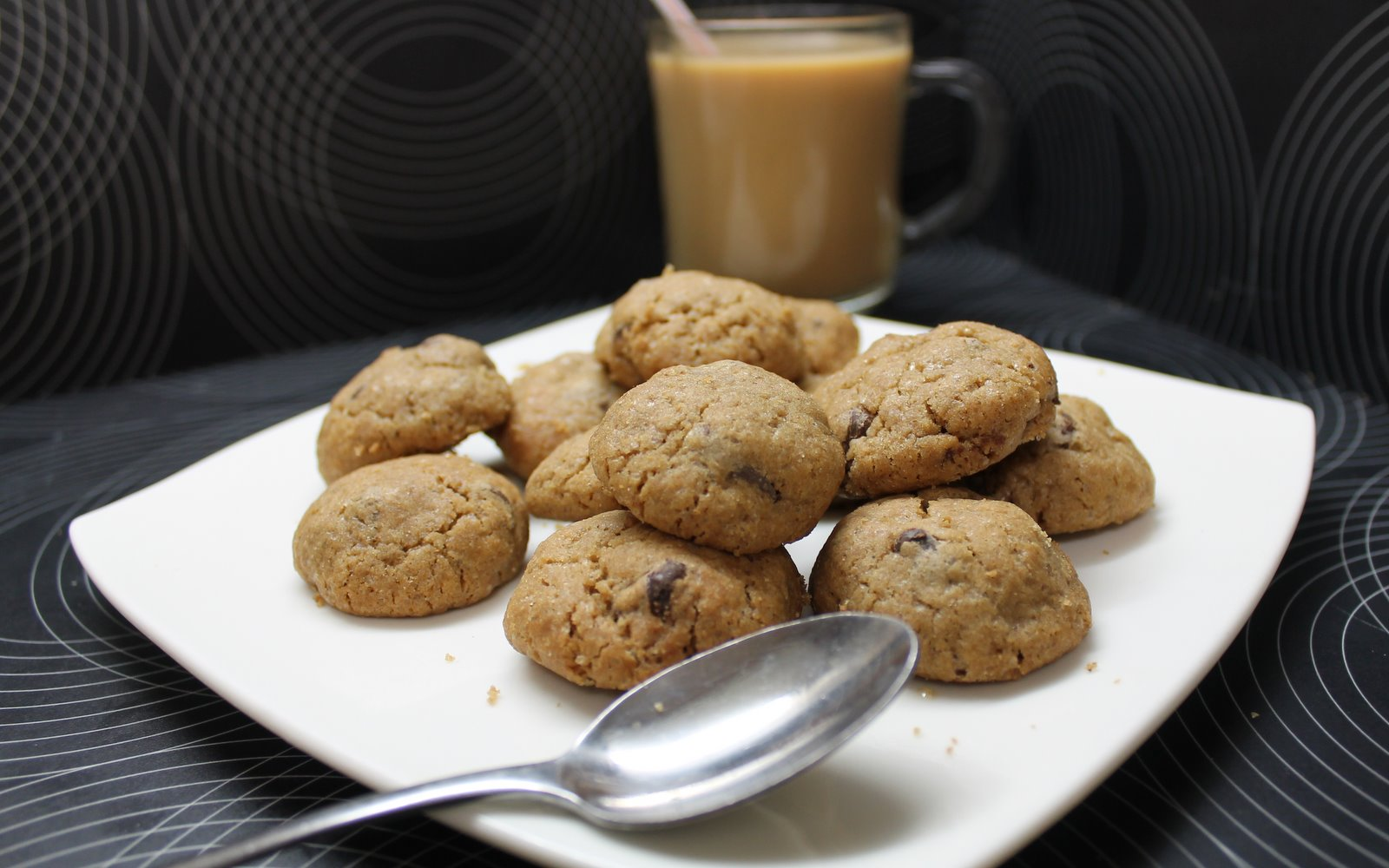
Пример работы стилиста по еде, включающий фон, дизайн и реквизит.

Относительно недавно в западной коммерческой фотографии еды наблюдается тенденция представления еды как простой, чистой и натуральной, насколько это возможно, и с небольшим количеством реквизита вокруг неё. В то же время при съёмке используются разные визуальные эффекты: выборочный фокус, нестандартная экспозиция, глубина резкости, крупные планы. Это дополняет новые тенденции в области профессионального приготовления пищи с целью сделать её более визуально интересной. Например, высота посуды стабильно увеличивается, а различные элементы пищи на ней часто размещаются в несколько слоёв, что даёт преимущество при узко-угловых кадрах.

## Подготовка и процесс

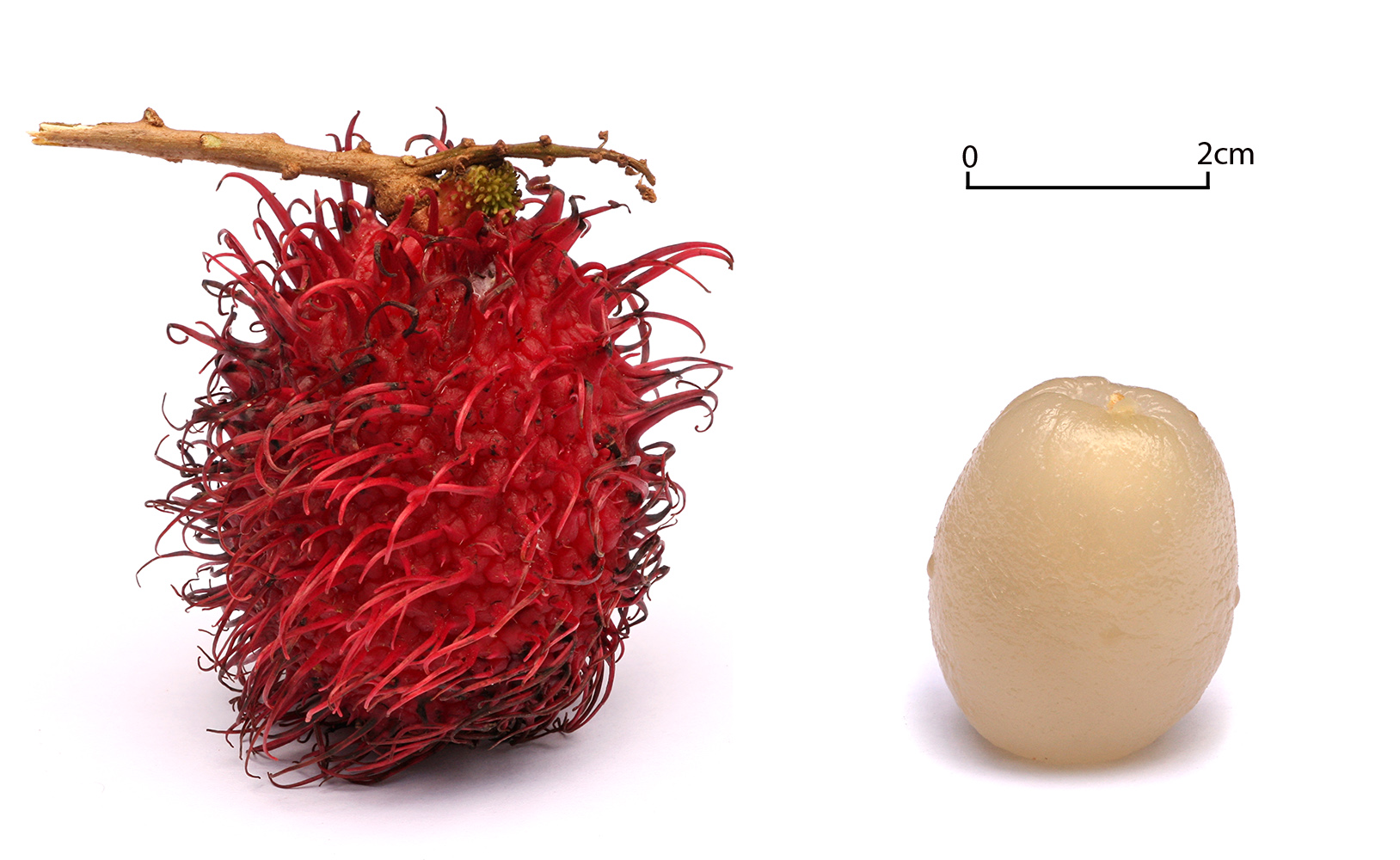
Для фотографий еды обычно используется белый фон.

Процесс фотографирования еды начинается с ее покупки. Кроме того, важно приобрести различные дополнительные ингредиенты и реквизит. Только наиболее близкие к идеалу продукты подходят для фотографий, и часто требуются продукты для резервных снимков. В конечном итоге, показавшийся наиболее привлекательным продукт обычно помещают в центр композиции.
Непосредственно процесс фотографирования еды  происходит в студии с контролируемой степенью освещённости, иногда возможно естественное освещение. Свет, фон и внешние настройки готовятся таким образом, чтобы представить еду в привлекательном виде и чтобы зритель не отвлекался при просмотре фотографии на что-то другое на ней. Цвет и текстуру фона выбирают таким образом, чтобы эффектно дополнить внешний вид еды, а также для содействия её освещённости. После завершения фотосъёмки сфотографированная еда, как правило, признаётся несъедобной и выбрасывается, так как зачастую она так или иначе обрабатывается для снимка, что делает её потребление небезопасным.

## Методы съёмки
В дополнение к выбору, подготовке и размещению еды на столе стилисты по еде используют многочисленные методы, для того чтобы сделать еду на фотографии как можно более привлекательной. Среди методов могут быть следующие:
- создание пара с помощью распылителей холодного воздуха или комбинации химических веществ, которые создают эффект пара(Азот в н.у.);
- опрыскивание пищи водой, кукурузным сиропом или другими жидкостями, чтобы сохранить фотографируемые продукты свежими;
- использование сливок вместо молока, чтобы зерновые хлопья, быстро впитывающие молоко, не размокали слишком быстро. Использование белого клея для таких целей обычно не рекомендуется и не делается (в большинстве компаний по производству готовых завтраков из хлопьев его использование запрещено);
- минимальная степень непосредственно приготовления пищи, чтобы сохранить цвет и текстуру оригинального блюда, поскольку её всё равно не собираются есть;
- использование пюре вместо крема, поскольку последний может растаять во время съёмок.

### Холодные напитки

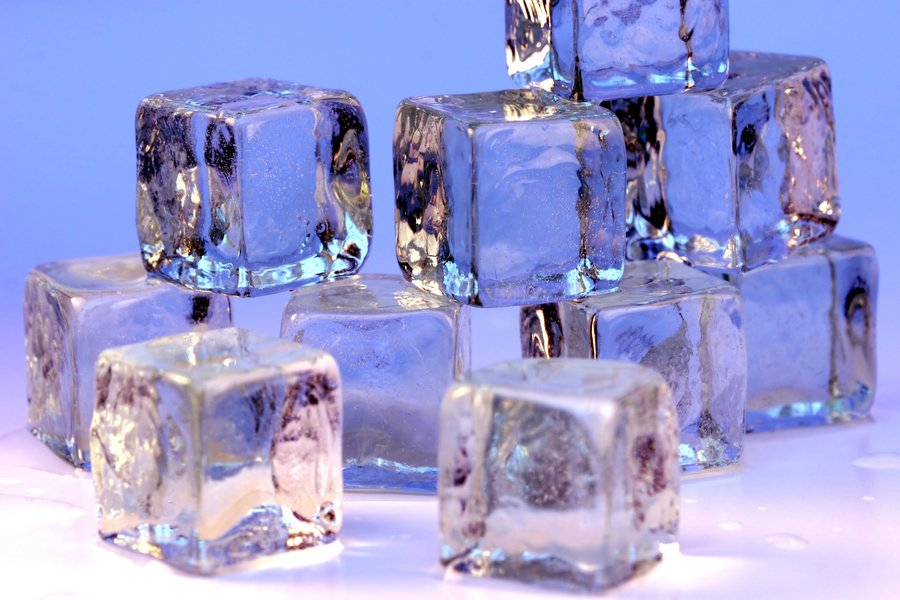
Искусственные кубики льда, используемые для фотографии, поскольку настоящие могут растаять

Кубики льда могут разрушиться при фотографии из-за тепла от освещения. По этой причине для фотографии часто используются их искусственные заменители — например, кубики: из силикона, акрила или пластика.
Чтобы создать эффект образования тонкого слоя конденсата на внешней стороне стеклянной посуды, содержащей холодную жидкость, могут использоваться брызги воды, смешанной с глицерином, или же на стенки сосуда наклеиваются «осколки» акрила, имитирующие конденсат на стакане с холодной жидкостью. Для создания пузырьков на поверхности жидкости в кадре в неё могут добавлять соль или моющее средство с помощью пипетки.

### Салаты
Салаты в фотографиях еды предназначены для создания внешне привлекательных текстур, форм и цветов. Для лучшей поддержки и композиции в фотографии сам салат помещают не в ту салатницу, которая предстанет на фотографии, а в салатницу меньшего размера, заполненную водой, помещённую внутрь большой салатницы, и на деле именно в эту «внутреннюю» помещаются овощи. Зелень для салата перед съёмками для свежести обычно выдерживается в холодной воде. Как правило, не производится съёмок салатов с соусом, потому что соус делает овощи скользкими и усложняет возможность их желаемой композиции. Чтобы создать видимость заправленного салата, по мокрому салату могут раскидывать укроп или лук-порей или наносить кистью их смесь, смешанную с маслом.
Фотографирование фруктовых салатов является особенно трудным из-за короткого времени, в течение которого кусочки фруктов, на которые их нарезали перед фотографированием, сохраняют свой свежий внешний вид. По этой причине плоды разрезают непосредственно перед съёмкой. Поскольку интерес для фотографии представляет лишь внешний слой салата, его «внутренняя» часть часто заполняется пюре или любой другой смесью.

### Гамбургеры и бутерброды
Фотографирование гамбургеров является достаточно сложной задачей, поскольку их булочки легко деформируются, ввиду чего гамбургер теряет свой привлекательный внешний вид. Чтобы решить эту проблему, ингредиенты гамбургеров поддерживаются зубочистками, а мясистая часть помидорных ломтиков предварительно удаляется, чтобы предотвратить вытекание сока и окрашивание им других ингредиентов гамбургера.
Мясо для фотографируемого гамбургера жарится лишь минимально, чтобы иметь цвет и его текстуру. Иногда для фотографии используют непищевые материалы, такие как крем для обуви, чтобы придать ломтикам более подходящий цвет.